# Expédition d'Égypte (1882)

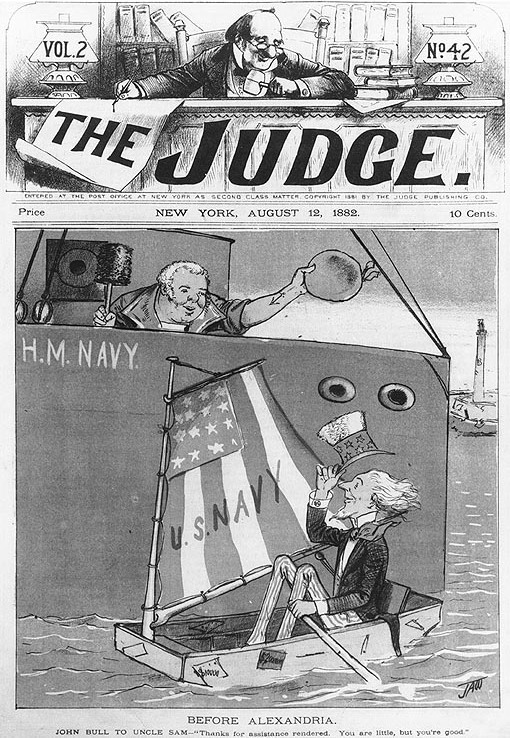
Première page du magazine Judge du 12 août 1882, présentant une caricature de JAW concernant l'aide apportée par la marine américaine lors du bombardement britannique d'Alexandrie.

L'expédition d'Égypte, à la mi-1882, est la réponse des États-Unis à l'attaque britannique sur Alexandrie pendant la guerre anglo-égyptienne. Pour protéger les citoyens américains et leurs biens dans la ville, trois navires de la marine américaine sont envoyés en Égypte avec l'ordre d'observer le conflit au large et d'effectuer une mission de débarquement si nécessaire. Après le bombardement, une force de marins américains est débarquée et participe à la lutte contre les incendies et à la garde du consulat américain,.

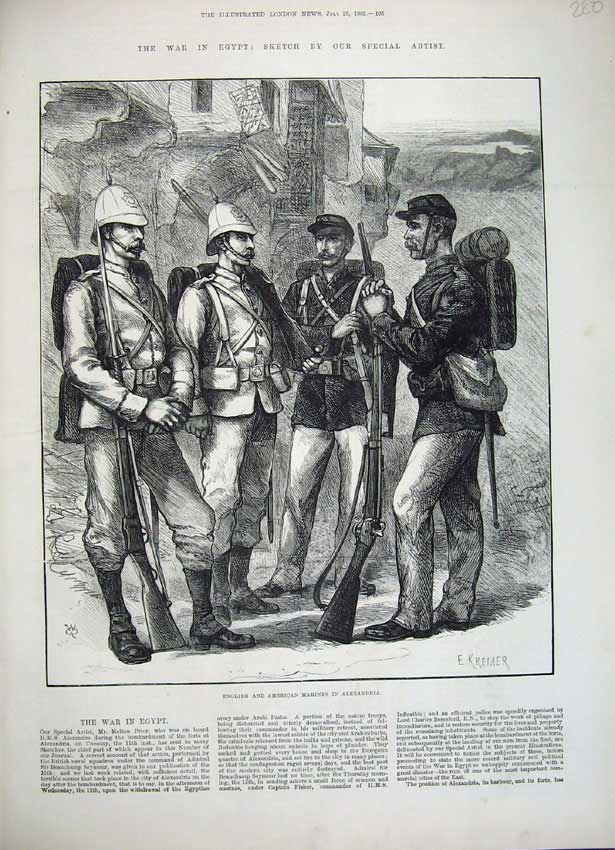
Deux Royal Marines (à gauche) et deux US Marines (à droite) à Alexandrie pendant l'occupation.

Le contre-amiral James W. Nicholson (en), commandant de l'escadron européen, est chargé de diriger l'expédition à bord du sloop USS Lancaster. Nicholson arrive à Alexandrie le 27 juin 1882, la canonnière USS Nipsic le 1er juillet et la corvette USS Quinnebaug le 12 juillet. Une flotte conjointe britannique et française, dirigée par l'amiral Beauchamp Seymour, mouille au large d'Alexandrie le 20 mai mais le bombardement ne débute que le 11 juillet, après le refus des Français d'y participer. Les Américains sont informés par les Britanniques de leurs intentions, de sorte que le contre-amiral Nicholson peut avertir les citoyens américains de la ville d'une attaque imminente. Lorsque l'engagement commence, les Britanniques tire sur les différents forts sous le commandement du colonel Ahmed Urabi. Les Égyptiens défendent la ville, frappant les navires britanniques à plusieurs reprises, mais les fortifications sont finalement réduites au silence en deux jours. Pendant le bombardement, les Américains ont ouvert leurs navires à tous les réfugiés de la ville ayant besoin d'un abri ou de soins médicaux.
Le 14 juillet, l'attaque étant terminée, la ville demeure sous les flammes dans un état d'anarchie. Les restes des rebelles d'Urabi et des éléments de la population civile en profitent pour s'en prendre aux résidents étrangers, y compris les Américains. Pour répondre à cela, Nicholson décide d'envoyer une équipe de débarquement à terre. Le capitaine Henry Clay Cochrane (en) du Corps des Marines et deux lieutenants sont affectés au commandement d'une force de 70 Marines et de 57 marins avec l'ordre d'occuper le consulat américain, de patrouiller dans la ville et lutter contre la propagation des incendies qui ravageaient la partie européenne d'Alexandrie. L'équipe de débarquement est le premier contingent de troupes étrangères à entrer dans le centre-ville après le bombardement, suivies ensuite par une force d'occupation de 4 000 Britanniques et les troupes d'autres nations. Le 20 juillet, les conditions dans la ville s'étant largement améliorées, la plupart des marines et des marins sont retirés, à l'exception d'une petite force de l'USS Quinnebaug commandée par le lieutenant Frank L. Denny qui est retirée le 24 juillet, mettant ainsi fin à l'opération.